# جيمس بالوج
جيمس بالوج (بالإنجليزية: James Balog)‏ هو مصور أمريكي، ولد في 15 يوليو 1952 في دانفيل في الولايات المتحدة.